# Eoscarta karnyi
Eoscarta karnyi är en insektsart som beskrevs av Schmidt 1928. Eoscarta karnyi ingår i släktet Eoscarta och familjen spottstritar. Inga underarter finns listade i Catalogue of Life.